# Jumping the milestone
Jumping the milestone is een studioalbum van de Nederlandse muziekgroep Flamborough Head.

## Inleiding
Vanaf vorig studioalbum Lost in time werd het een tijd stil rondom de band. Er kwamen livealbums, verzamelalbums en geremasterde versies van voorgaande albums. Sommige leden waren voorts bezig met Leap Day. In die jaren vonden ook enige personeelswisselingen plaats. In 2022 werd de discografie weer opgepakt met Jumping the milestone. Het album werd opgenomen in Studio Aurelia in Leeuwarden, De Harmsdobbe te Bakkeveen en Studio de Villa te Steenwijk. De band verzorgde zelf de techniek. Henk Stel, ook al betrokken bij Leap Day masterde de uitgave. Net als Leap Day hanteert Flamborough Head een afwisseling van toetsen tegenover gitaar, door de combinatie gitaar, toetsen en fluit werd diverse keren een vergelijking gemaakt met de elpees van Camel.
Het album werd gestoken in een hoesontwerp van Theo Spaay, sinds jaar en dag hoesontwerper voor de band. De hoes geeft een letterlijke weergave van de plaattitel, terwijl het nummer een figuurlijke weergave is (volwassen worden of "wanneer deed je dat nog wel en wanneer deed je dat niet meer"). De algemene teneur van de teksten is somber zoals faalangst in Fear of failure.

## Musici
- Margriet Boomsma – zang, dwarsfluit, blokfluit
- Eddie Mulder – basgitaar, achtergrondzang (nieuw lid; speelt gitaar bij Leap Day)
- Koen Roozen – drumstel (speelt ook bij Leap Day)
- Edo Spanninga – toetsinstrumenten
- Hans Spitzen – gitaren, achtergrondzang (nieuw lid)

## Muziek
| Nr. | Titel                                                         | Duur  |
| --- | ------------------------------------------------------------- | ----- |
| 1.  | The garden shed (T: Boomsma, M: Boomsma, Spanninga)           | 10:30 |
| 2.  | Tomorrow is another day (T: Boomsma, M: Boomsma, Mulder)      | 7:42  |
| 3.  | Start of a nightmare (T: Boomsma, M: Boomsma, Spanninga)      | 8:15  |
| 4.  | Fear of failure (T: Boomsma, M: Boomsma , Mulder, Spanninga)  | 8:57  |
| 5.  | Walls of words/Signs misread (T: Boomsma, M: Boomsma, Mulder) | 8:00  |
| 6.  | Jumping the milestone (T: Spitzen, M: Spitzen)                | 12:18 |